# Segèstrids
Els segèstrids (Segestriidae) són una família d'aranyes araneomorfes descrita per Eugène Simon l'any 1983. Emparentats amb els disdèrids, són també araneomorfs primitius del tipus haplogí. La seva gran distribució (Amèrica, Euràsia, Àfrica i Nova Zelanda i Austràlia) certifica l'origen antic d'aquesta família. Aquesta família és coneguda des del Cretaci.

## Descripció
Se'ls pot reconèixer perquè tenen sis ulls disposats en un semicercle i els primers tres parells de potes estan cap endavant, quan les aranyes normalment tenen els dos primers parells endavant i els dos parells posteriors cap enrere. L'estructura de les potes sembla una adaptació per viure en els seus tubs de seda que, a diferència dels que fan alguns migalomorfs com els atípids, es poden bifurcar i es construeixen sovint en les escletxes de les escorces dels arbres, o sota les pedres.

## Sistemàtica
Segons el World Spider Catalog amb data de 7 de gener de 2019, aquesta família té reconeguts 4 gèneres i 132 espècies existents. El creixement dels darrers anys és considerable, ja que el 28 d'octubre de 2006 es reconeixien 3 gèneres i 106 espècies. S'ha afegit el gènere Citharoceps. D'altra banda, Gippsicola el 2006 era un gènere monotípic i el gener de 2019 ja té 4 espècies. Els 4 gèneres són:
- Ariadna Audouin, 1826 – Amèrica, Àfrica, Àsia, Austràlia (107 espècies)
- Citharoceps Chamberlin, 1924 – EUA, Mèxic (2 espècies)
- Gippsicola Hogg, 1900 – Austràlia (4 espècies)
- Segestria Latreille, 1804 Paleàrtica, Amèrica, Nova Zelanda, Àsia central (19 espècies)

### Fòssils
Segons el World Spider Catalog versió 19.0 (2018), existeixen els següents gèneres fòssils:
- †Denticulsegestria Wunderlich, 2015
- †Jordansegestria Wunderlich 2015
- †Jordariadna Wunderlich, 2015
- †Lebansegestria Wunderlich 2008
- †Microsegestria Wunderlich & Milki, 2004
- †Myansegestria Wunderlich, 2015
- †Palaeosegestria Penney, 2004
- †Parvosegestria Wunderlich, 2015
- †Vetsegestria Wunderlich, 2004

### Superfamília
Els segèstrids havien format part de la superfamília dels disderoïdeus (Dysderoidea), al costat de disdèrids, oonòpids i orsolòbids. Les aranyes, tradicionalment, havien estat classificades en famílies que van ser agrupades en superfamílies. Quan es van aplicar anàlisis més rigorosos, com la cladística, es va fer evident que la major part de les principals agrupacions utilitzades durant el segle XX no eren compatibles amb les noves dades. Actualment, els llistats d'aranyes, com ara el World Spider Catalog, ja ignoren la classificació de superfamílies.